# Przemysław Błaszczyk
Przemysław Jacek Błaszczyk (ur. 11 września 1977 w Zgierzu) – polski polityk, rolnik i samorządowiec, senator VII, VIII, IX, X i XI kadencji.

## Życiorys
Ukończył Szkołę Podstawową nr 10 w Zgierzu. Uczęszczał do dwóch liceów w tym mieście, ukończył w 1996 LO im. Stanisława Staszica. W 2001 ukończył studia na Wydziale Nauk o Zwierzętach Szkoły Głównej Gospodarstwa Wiejskiego. Od 2000 prowadzi własne gospodarstwo rolne.
W latach 2006–2007 zasiadał w sejmiku łódzkim. W wyborach parlamentarnych w 2007 został wybrany na senatora z ramienia Prawa i Sprawiedliwości w okręgu sieradzkim, otrzymując 119 872 głosy. W 2011 z powodzeniem ubiegał się o reelekcję, w nowym okręgu jednomandatowym dostał 27 392 głosy. W 2015 został ponownie wybrany na senatora, otrzymując 43 971 głosów. W wyborach w 2019 i 2023 po raz kolejny uzyskiwał mandat z wynikiem odpowiednio 69 998 głosów oraz 67 405 głosów.

## Życie prywatne
Syn Lecha i Zofii. Żonaty z Moniką, ma syna Maksymiliana.